# Pseudophilautus simba
Espèce
Synonymes
- Philautus simba Manamendra-Arachchi & Pethiyagoda, 2005

Statut de conservation UICN

 CR B1ab(iii)+2ab(iii) : 
En danger critique
Pseudophilautus simba est une espèce d'amphibiens de la famille des Rhacophoridae.

## Répartition
Cette espèce est endémique du Sud-Ouest du Sri Lanka. Elle se rencontre dans les monts Rakwana à environ 1 060 m d'altitude.

## Description
Pseudophilautus simba mesure de 12 à 16 mm. Son dos est brun. Son ventre est brun cendré.

## Étymologie
Son nom d'espèce, simba, lui a été donné en référence à sa localité type, Sinharâja (roi lion), par analogie avec Simba (lion en bantou), nom donné au héros du Roi Lion par les studios Disney.

## Publication originale
- Manamendra-Arachchi & Pethiyagoda, 2005 : The Sri Lankan shrub-frogs of the genus Philautus Gistel, 1848 (Ranidae: Rhacophorinae), with description of 27 new species. The Raffles Bulletin of Zoology, Supplement Series, no 12, p. 163-303 (texte intégral).